# Жерар Деулофеу
Жера́р Деулофеу (ісп. Gerard Deulofeu, нар. 13 березня 1994, Ріударенес) — іспанський футболіст, лівий півзахисник клубу «Удінезе».
Рекордсмен молодижної збірної Іспанії за кількістю проведених у її складі матчів і забитих голів. Грав за національну збірну Іспанії.

## Клубна кар'єра
Народився 13 березня 1994 року в місті Ріударенес, провінція Жирона. Вихованець футбольної школи клубу «Барселона», в яку прийшов у 9 років (2003 року).
У сезоні 2010/11 головний тренер клубу Жузеп Гвардіола запросив його взяти участь в основному складі команди, як запасного гравця проти клубу Реал Сосьєдад, однак за весь час гри Деулофеу так і не вийшов на поле.

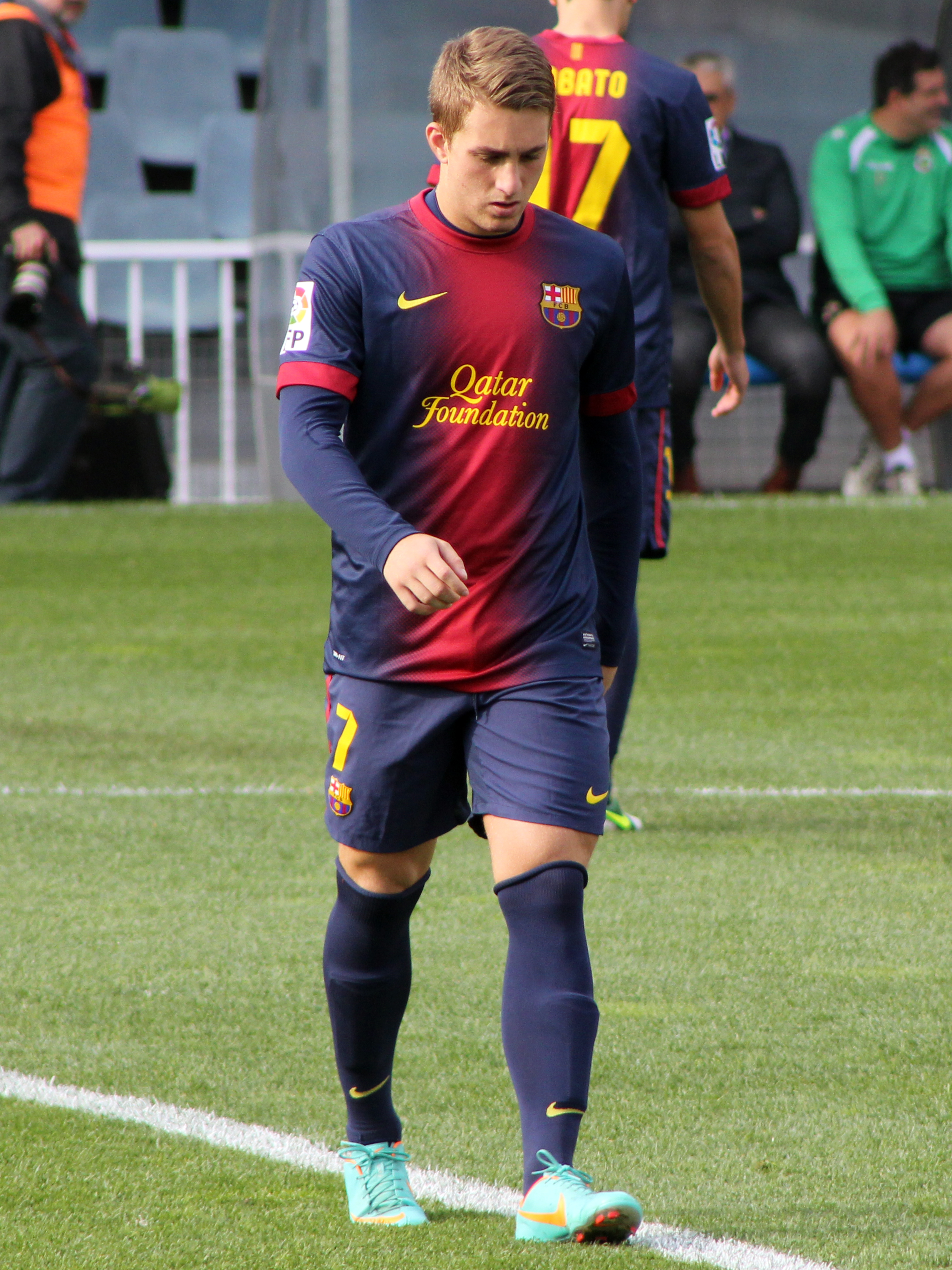
Жерар Деулофеу під час виступів за «Барселону Б». 25 листопада 2012 року

З 2011 року виступав за «Барселону Б». 16 вересня 2011 року забив свій перший професійний гол в матчі проти «Еркулеса» (Аліканте). 17 серпня Деулофеу оформив хет-трик у ворота «Альмерії» але «Барселона Б» програла 4-5 незважаючи на це.
20 листопада 2012 року дебютував у Лізі чемпіонів у матчі проти московського «Спартака». 13 травня 2013 року президент «блаугранас» Сандро Россель продовжив угоду «Барси» з футболістом до 2017 року, сума відступних становила 35 мільйонів євро.
В сезоні 2012/13 продовжив виступати за другу команду, за яку забив 18 голів у 33 матчах Сегунди. У зв'язку з таким успіхом в літнє міжсезоння на нього звернули свій англійські «Ліверпуль» та «Тоттенхем Хотспур», які хотіли отримати гравця на постійній основі. Однак «Барселона» була готова розглянути лише орендну угоду строком на один рік без права викупу контракту в каталонців.
10 липня 2013 року стало відомо що Деулофеу віддала Жерара в Евертон на умовах річної оренди гравця без права подальшої викупу контракту. На переході гравця наполіг головний тренер «ірисок» каталонець Роберто Мартінес. Фінансові умови операції не розголошувались. Більшість часу, проведеного у складі «Евертона», Деулофеу основним гравцем атакувальної ланки команди, зігравши за сезон у 29 матчах і забивши 4 голи.
Влітку 2014 року повернувся до «Барселони», проте невдовзі був знову відданий в оренду, цього разу до «Севільї». А влітку 2015 року став гравцем «Евертона», який сплатив за його трансфер орієнтовні 4,2 мільйони фунтів. У грудні 2016 підписав орендний контракт з італійським «Міланом».
Влітку 2017 року «Барселона» вирішила повернути свого вихованця, скориставшись правом зворотнього викупу гравця, передбаченим угодою з «Евертоном». Утім у рідній команді гравець провів лише півсезону, відігравши у десяти іграх Ла-Ліги, після чого 29 січня 2018 року був відданий в оренду до англійського «Вотфорда». Влітку того ж року англійці викупили контракт Деулофеу за орієнтовні 13 мільйонів євро. 22 лютого 2019 року іспанець став першим гравцем «Вотфорда», якому вдалося зробити хет-трик у грі Прем'єр-ліги, відзначившись трьома голами у ворота «Кардіфф Сіті» (перемога 5:1).
5 жовтня 2020 року повернувся до Італії, на умовах оренди до кінця сезону приєднавшись до «Удінезе».

## Виступи за збірні
2009 року дебютував у складі юнацької збірної Іспанії. 2010 року у складі збірної до 17 років став фіналістом юнацького чемпіонату Європи в Ліхтенштейні, де забив три голи, причому один в програному фіналі проти однолітків з Англії (1:2). А вже наступного року в складі збірної до 19 років став переможцем юнацького чемпіонату Європи в Румунії, на якому забив один гол. 2012 року на наступному Євро в Естонії знову став чемпіоном Європи, ставши з двома голами найкращим гравцем турніру. Всього взяв участь у 43 іграх на юнацькому рівні, відзначившись 12 забитими голами.
З 2013 року залучався до складу молодіжної збірної Іспанії у складі якої був учасником молодіжного чемпіонату світу 2013 року в Туреччині, де іспанці дійшли до чвертьфіналу, а Жерар забив два голи. Загалом на молодіжному рівні зіграв у 36 офіційних матчах, забивши 17 голів. За обома ціма показниками є рекордсменом іспанської «молодіжки».
30 травня 2014 року у віці 19 років дебютував за національну збірну Іспанії в товариській грі проти збірної Болівії, вийшовши на 80-й хвилині замість Педро Родрігеса. Згодом деякий час не викликався до національної команди, а 2017 року провів у її складі ще три гри.

## Статистика виступів

### Статистика клубних виступів
Станом на 29 жовтня 2020
| Сезон                   | Команда                 | Чемпіонат               | Чемпіонат | Чемпіонат | Національний кубок | Національний кубок | Національний кубок | Континентальні кубки | Континентальні кубки | Континентальні кубки | Інші змагання | Інші змагання | Інші змагання | Усього | Усього |
| Сезон                   | Команда                 | Ліга                    | Ігор      | Голів     | Ліга               | Ігор               | Голів              | Ліга                 | Ігор                 | Голів                | Ліга          | Ігор          | Голів         | Ігор   | Голів  |
| ----------------------- | ----------------------- | ----------------------- | --------- | --------- | ------------------ | ------------------ | ------------------ | -------------------- | -------------------- | -------------------- | ------------- | ------------- | ------------- | ------ | ------ |
| 2010-11                 | «Барселона Б»           | СД (ІІ)                 | 1         | 0         | —                  | —                  | —                  | —                    | —                    | —                    | —             | —             | —             | 1      | 0      |
| 2011-12                 | «Барселона Б»           | СД (ІІ)                 | 34        | 9         | —                  | —                  | —                  | —                    | —                    | —                    | —             | —             | —             | 34     | 9      |
| 2012-13                 | «Барселона Б»           | СД (ІІ)                 | 33        | 18        | —                  | —                  | —                  | —                    | —                    | —                    | —             | —             | —             | 27     | 18     |
| Усього за «Барселону Б» | Усього за «Барселону Б» | Усього за «Барселону Б» | 68        | 27        |                    | —                  | —                  |                      | —                    | —                    |               | —             | —             | 68     | 27     |
| 2011-12                 | «Барселона»             | ПД                      | 1         | 0         | КІ                 | 0                  | 0                  | ЛЧ                   | 1                    | 0                    | СІ+СУ+КЧС     | —             | —             | 2      | 0      |
| 2012-13                 | «Барселона»             | ПД                      | 1         | 0         | КІ                 | 1                  | 0                  | ЛЧ                   | 2                    | 0                    | СІ            | 0             | 0             | 4      | 0      |
| 2013-14                 | «Евертон»               | ПЛ                      | 25        | 3         | КА+КЛ              | 2+2                | 0+1                | —                    | —                    | —                    | —             | —             | —             | 29     | 4      |
| 2014–15                 | «Севілья»               | ПД                      | 17        | 1         | КІ                 | 6                  | 2                  | ЛЄ                   | 5                    | 0                    | СУ            | -             | -             | 28     | 3      |
| 2015–16                 | «Евертон»               | ПЛ                      | 26        | 2         | КА+КЛ              | 1+6                | 0+2                | -                    | -                    | -                    | -             | -             | -             | 33     | 4      |
| 2016-січ. 2017          | «Евертон»               | ПЛ                      | 11        | 0         | КА+КЛ              | 1+1                | 0                  | -                    | -                    | -                    | -             | -             | -             | 13     | 0      |
| Усього за «Евертон»     | Усього за «Евертон»     | Усього за «Евертон»     | 62        | 5         |                    | 13                 | 3                  |                      | -                    | -                    |               | -             | -             | 75     | 8      |
| січ.-черв. 2017         | «Мілан»                 | A                       | 17        | 4         | КІ                 | 1                  | 0                  | -                    | -                    | -                    | СІ            | 0             | 0             | 18     | 4      |
| 2017-січ. 2018          | «Барселона»             | ПД                      | 10        | 1         | КІ                 | 2                  | 1                  | ЛЧ                   | 3                    | 0                    | СІ            | 2             | 0             | 17     | 2      |
| Усього за «Барселону»   | Усього за «Барселону»   | Усього за «Барселону»   | 12        | 1         |                    | 3                  | 1                  |                      | 6                    | 0                    |               | 2             | 0             | 23     | 2      |
| січ.-черв. 2018         | «Вотфорд»               | ПЛ                      | 7         | 1         | КА+КЛ              | 0+0                | 0                  | -                    | -                    | -                    | -             | -             | -             | 7      | 1      |
| 2018–19                 | «Вотфорд»               | ПЛ                      | 30        | 10        | КА+КЛ              | 3+0                | 2                  | -                    | -                    | -                    | -             | -             | -             | 33     | 12     |
| 2019–20                 | «Вотфорд»               | ПЛ                      | 28        | 4         | КА+КЛ              | 0+2                | 0                  | -                    | -                    | -                    | -             | -             | -             | 30     | 4      |
| Усього за «Вотфорд»     | Усього за «Вотфорд»     | Усього за «Вотфорд»     | 65        | 15        |                    | 5                  | 2                  |                      | -                    | -                    | -             | —             | -             | 70     | 17     |
| 2020–21                 | «Удінезе»               | A                       | 4         | 0         | КІ                 | 1                  | 1                  | -                    | -                    | -                    | -             | -             | -             | 5      | 1      |
| Усього за кар'єру       | Усього за кар'єру       | Усього за кар'єру       | 240       | 50        |                    | 29                 | 9                  |                      | 11                   | 0                    |               | 2             | 0             | 281    | 59     |

### Статистика виступів за збірну
| Дата      | Місто    | Господарі   | Результат | Гості    | Турнір            | Голи | Примітки |
| --------- | -------- | ----------- | --------- | -------- | ----------------- | ---- | -------- |
| 30-5-2014 | Севілья  | Іспанія     | 2 – 0     | Болівія  | товариський матч  | -    | 80'      |
| 28-3-2017 | Сен-Дені | Франція     | 0 – 2     | Іспанія  | товариський матч  | 1    | 67'      |
| 7-6-2017  | Мурсія   | Іспанія     | 2 – 2     | Колумбія | товариський матч  | -    | 56'      |
| 5-9-2017  | Вадуц    | Ліхтенштейн | 0 – 8     | Іспанія  | Відбір до ЧС 2018 | -    | 56'      |
| Усього    |          | Матчів      | 4         |          | Голів             | 1    |          |

| Дата       | Місто                  | Господарі            | Результат | Гості                | Турнір                             | Голи | Примітки     |
| ---------- | ---------------------- | -------------------- | --------- | -------------------- | ---------------------------------- | ---- | ------------ |
| 6-9-2012   | Сьйон                  | Швейцарія            | 0 – 0     | Іспанія              | Кваліфікація молодіжного Євро-2013 | -    |              |
| 10-9-2012  | Аліканте               | Іспанія              | 6 – 0     | Хорватія             | Кваліфікація молодіжного Євро-2013 | 1    | 63'          |
| 11-10-2012 | Бургос                 | Іспанія              | 5 – 0     | Данія                | Кваліфікація молодіжного Євро-2013 | -    | 84'          |
| 13-11-2012 | Сієна                  | Італія               | 1 – 3     | Іспанія              | Товариський матч                   | 1    | 58'          |
| 5-2-2013   | Мехелен                | Бельгія              | 1 – 1     | Іспанія              | Товариський матч                   | 1    |              |
| 21-3-2013  | Толедо                 | Іспанія              | 5 – 2     | Норвегія             | Товариський матч                   | -    | 46'          |
| 25-3-2013  | Алькоркон              | Іспанія              | 3 – 1     | Росія                | Товариський матч                   | -    | 46'          |
| 9-9-2013   | Логроньо               | Іспанія              | 4 – 0     | Албанія              | Кваліфікація молодіжного Євро-2015 | -    |              |
| 10-10-2013 | Мурсія                 | Іспанія              | 3 – 2     | Боснія і Герцеговина | Кваліфікація молодіжного Євро-2015 | -    | 66'          |
| 14-10-2013 | Картахена              | Іспанія              | 1 – 0     | Угорщина             | Кваліфікація молодіжного Євро-2015 | -    | 79'          |
| 14-11-2013 | Зениця                 | Боснія і Герцеговина | 1 – 6     | Іспанія              | Кваліфікація молодіжного Євро-2015 | 1    |              |
| 18-11-2013 | Ельбасан               | Албанія              | 0 – 2     | Іспанія              | Кваліфікація молодіжного Євро-2015 | 1    |              |
| 4-3-2014   | Паленсія               | Іспанія              | 2 – 0     | Німеччина            | Товариський матч                   | -    | 46'          |
| 4-9-2014   | Фельчут                | Угорщина             | 0 – 1     | Іспанія              | Кваліфікація молодіжного Євро-2015 | -    |              |
| 10-10-2014 | Ягодина                | Сербія               | 0 – 0     | Іспанія              | Кваліфікація молодіжного Євро-2015 | -    | 68'          |
| 14-10-2014 | Кадіс                  | Іспанія              | 1 – 2     | Сербія               | Кваліфікація молодіжного Євро-2015 | -    | 62'          |
| 12-11-2014 | Ферроль                | Іспанія              | 1 – 4     | Німеччина            | Товариський матч                   | -    | 46'          |
| 26-3-2015  | Картахена              | Іспанія              | 2 – 0     | Норвегія             | Товариський матч                   | 1    | 86'          |
| 30-3-2015  | Леон                   | Іспанія              | 4 – 0     | Білорусь             | Товариський матч                   | 1    | кап. 69'     |
| 2-9-2015   | Таллінн                | Естонія              | 0 – 2     | Іспанія              | Кваліфікація молодіжного Євро-2017 | 1    | кап. 90+3'   |
| 7-10-2015  | Тбілісі                | Грузія               | 2 – 5     | Іспанія              | Кваліфікація молодіжного Євро-2017 | -    | кап. 85'     |
| 13-10-2015 | Санта-Крус-де-Тенерифе | Іспанія              | 1 – 1     | Швеція               | Кваліфікація молодіжного Євро-2017 | -    | кап. 37' 78' |
| 12-11-2015 | Альмерія               | Іспанія              | 5 – 0     | Грузія               | Кваліфікація молодіжного Євро-2017 | 3    | кап.         |
| 17-11-2015 | Рієка                  | Хорватія             | 2 – 3     | Іспанія              | Кваліфікація молодіжного Євро-2017 | 2    | кап. 84'     |
| 24-3-2016  | Бургос                 | Іспанія              | 0 – 3     | Хорватія             | Кваліфікація молодіжного Євро-2017 | -    | кап.         |
| 28-3-2016  | Мурсія                 | Іспанія              | 1 – 0     | Норвегія             | Товариський матч                   | 1    | кап. 88'     |
| 1-9-2016   | Кастельйон-де-ла-Плана | Іспанія              | 6 – 0     | Сан-Марино           | Кваліфікація молодіжного Євро-2017 | -    | кап. 49'     |
| 5-9-2016   | Мальме                 | Швеція               | 1 – 1     | Іспанія              | Кваліфікація молодіжного Євро-2017 | 1    | кап. 83'     |
| 5-10-2016  | Серравалле             | Сан-Марино           | 0 – 3     | Іспанія              | Кваліфікація молодіжного Євро-2017 | -    | кап. 81'     |
| 10-10-2016 | Понтеведра             | Іспанія              | 5 – 0     | Естонія              | Кваліфікація молодіжного Євро-2017 | -    | кап. 86'     |
| 11-11-2016 | Санкт-Пельтен          | Австрія              | 1 – 1     | Іспанія              | Кваліфікація молодіжного Євро-2017 | 1    | кап. 88'     |
| 15-11-2016 | Альбасете              | Іспанія              | 0 – 0     | Австрія              | Кваліфікація молодіжного Євро-2017 | -    | кап. 89'     |
| 17-6-2017  | Гданськ                | Іспанія              | 5 – 0     | Північна Македонія   | Молодіжне Євро-2017 - 1-й етап     | 1    | кап. 63'     |
| 20-6-2017  | Гдиня                  | Португалія           | 1 – 3     | Іспанія              | Молодіжне Євро-2017 - 1-й етап     | -    | кап. 82'     |
| 27-6-2017  | Краків                 | Італія               | 1 – 3     | Іспанія              | Молодіжне Євро-2017 - півфінал     | -    | кап. 83'     |
| 30-6-2017  | Краків                 | Німеччина            | 1 – 0     | Іспанія              | Молодіжне Євро-2017 - Фінал        | -    | кап.         |
| Усього     |                        | Матчів (1 місце)     | 36        |                      | Голів (1 місце)                    | 17   |              |

## Титули і досягнення

### Клубні
- Чемпіон Іспанії (1):

«Барселона»: 2012-13
- Переможець Ліги Європи (1):

«Севілья»: 2014–15

### Збірні
- Переможець юнацького чемпіонату Європи (U-19) (2):

Іспанія U-19 : 2011, 2012

### Індивідуальні
- Найкращий гравець юнацького чемпіонату Європи (U-19): 2012[10]

## Цікаві факти
- Прізвище (кат. Deulofeu) означає на каталонській мові «його створив Бог»[11].
- В Іспанії отримав прізвисько «Новий Торрес».